# 大鼻子情聖
《大鼻子情聖》（法語：Cyrano de Bergerac）是一部1990年的法國歷史電影，由让-保罗·拉珀诺執導，傑哈·德巴狄厄等主演。改編自知名法國劇作家愛德蒙·羅斯丹1897年的舞台劇《風流劍客》，以17世紀的法國為背景，描述法國著名劍客兼作家西哈諾·德·貝傑拉克的愛情生活。

## 劇情
西哈諾·德·貝傑拉克是一名文武全材的男子，卻因臉容醜陋兼有異於常人的大鼻子而沒有女性接近。他暗戀自己美麗動人的表妹卻不敢說出口，更為了她的幸福而幫助他人追求她。

## 演員
- 傑哈·德巴狄厄 飾 西哈諾·德·貝傑拉克

## 外部連結
- 互联网电影数据库（IMDb）上《大鼻子情聖》的资料（英文）
- 豆瓣电影上《大鼻子情聖》的資料 （简体中文）

| 前任： 《星光伴我心》 | 金球獎最佳外語片 1991 | 繼任： 《歐洲、歐洲》Europa Europa |
| 前任： 《美得過火》   | 凱薩獎最佳電影獎 1991 | 繼任： 《日出時讓悲傷終結》        |